# Build the Ark
Build the Ark è un triplo album (e doppio CD) reggae/dub di Lee "Scratch" Perry e The Upsetters, prodotto da Perry e contenente produzioni del cosiddetto periodo Black Ark, pubblicato in Gran Bretagna dall'etichetta Trojan Records nel 1990.
Il disco contiene materiale registrato nel periodo compreso tra il 1972 e il 1976 presso gli studi di registrazione di Lee Perry, teatro di molte produzioni innovative; si tratta principalmente di brani usciti in precedenza solo su vinile (sette o dodici pollici) e quasi esclusivamente nel mercato giamaicano. La qualità del suono su CD non è delle migliori dato che il CD fu masterizzato dal vinile.

## Tracce

### CD 1
1. My Little Sandra - Leo Graham (7:34)
2. Dubbing Sandra - The Upsetters (5:46)
3. Feelings - Sharon Isaacs (3:50)
4. Feelings Version - The Upsetters (3:46)
5. Long Long Time - Winston Heywood (3:08)
6. Long Time Dub - The Upsetters (3:14)
7. A Wah Dat - Junior Dread (3:16)
8. Dub Dat - The Upsetters (3:19)
9. White Belly Rat - Lee Perry (4:21)
10. Judas De White Belly Rat - The Upsetters (4:22)
11. White Belly Rat - Jah Lloyd (3:33)
12. Freedom Street - Eric Donaldson (3:39)
13. Freedom Dub - The Upsetters (3:36)
14. Peace & Love - Shaumark & Robinson (3:19)
15. Peace A Dub - The Upsetters (3:30)
16. Land Of Love - Sons Of Light (3:36)
17. Land Of Dub - The Upsetters (3:37)

### CD 2
1. Think So - The Meditations (3:35)
2. Dub So - The Upsetters (3:49)
3. Cross Over - Junior Murvin (3:28)
4. Cross Over Dub - The Upsetters (3:25)
5. At The Feast - The Congos (3:39)
6. Travelling - Debra Keese & The Black Five (3:48)
7. Nyambie Dub - The Upsetters (3:46)
8. Ethiopian Land - Peter & Paul Lewis (3:43)
9. Landmark Dub - The Upsetters (3:42)
10. Green Bay Incident - Lord Sassafrass (3:52)
11. Green Bay Version - The Upsetters (3:28)
12. Brother Noah - The Shadows (3:03)
13. Noah Dub - The Upsetters (2:56)
14. Thanks And Praise - Junior Ainsworth (3:18)
15. Dub & Praise - The Upsetters (3:19)
16. Mr Money Man - Danny Hensworth (3:58)
17. Dub Money - The Upsetters (3:43)

## Musicisti
- Boris Gardiner: basso
- Mickey Boo Richards, Sly Dunbar, Benbow Creary: batteria
- Earl "Chinna" Smith, Willie Lindo, Ernest Ranglin, Robert Johnson, Geoffrey Chung, Ronny Williams, Michael Chung: chitarra
- Keith Sterling: pianoforte
- Winston Wright: organo
- Scully Simms, Lee Perry: percussioni
- Egbert Evans: flauto
- Richard "Dirty Harry" Hall, Glen daCosta, Herman Marquis: sassofono
- Bobby Ellis, David Madden: tromba
- Vincent "Don D Junior" Gordon: trombone